# Синтія Аддай-Робінсон
Синтія Аддай-Робінсон (англ. Cynthia Addai-Robinson; нар. 1985) — американська акторка англійського походження. 

## Життєпис
Народилася в Лондоні; її мати з Гани, батько є громадянином США. Переїхала до США, коли їй було 4 роки, і виховувалася матір'ю в передмісті Вашингтона, округ Колумбія. Випускниця середньої школи Монтгомері Блера в Сілвер-Спрінг, штат Меріленд.

### Кар'єра
Робінсон закінчила Тішську школу мистецтв. Отримала першу роль на телебаченні в 2002 р. в епізоді Освіта Макса Бікфорда. У наступні роки зробила невеликі появи на таких телешоу, як Закон і порядок: Суд присяжних, Закон і порядок: Злочинний умисел, CSI: Маямі, 4исла та Правосуддя. У 2009 р. отримала першу постійну роль у фантастичній драмі ABC Проблиски майбутнього, де зіграла медсестру Деббі. Наприкінці 2011-го грає матір Каталеї Алісію в фільмі Коломбіана. Її найбільшою роллю була Невія у телесеріалі Спартак: Помста. Вона замінила в 2011 році Леслі-Енн Брандт, яка грала цю роль в перших двох сезонах.
У 2013 році виконала роль Аї, могутньої відьми, у т/с «Щоденники вампіра».

## Фільмографія
| Рік       | Назва                                   | Роль             | Примітки    |
| --------- | --------------------------------------- | ---------------- | ----------- |
| 2002      | Освіта Макса Бікфорда                   | Сюзен            | 1 епізод    |
| 2005      | Закон і порядок: Суд присяжних          | Ліліан Бедрівілл | 1 епізод    |
| 2005      | Закон і порядок: Злочинний умисел       | Джанетт          | 1 епізод    |
| 2006      | Правосуддя                              | Дебра Мортін     | 1 епізод    |
| 2007      | Dash 4 Cash                             | Мередіт          | Телефільм   |
| 2007      | A.M.P.E.D.                              | Пейдж Москавелл  | Телефільм   |
| 2007      | CSI: Маямі                              | Кортні Рінелла   | 1 епізод    |
| 2007      | Бруд                                    | Жінка            | 2 епізоди   |
| 2007      | Ануураж                                 | Помічниця Аманди | 1 епізод    |
| 2007      | Життя                                   | Стефані          | 1 епізод    |
| 2009      | 4исла                                   | Тріша Морено     | 1 епізод    |
| 2009      | CSI: Ньй-Йорк                           | Капіта Невілл    | 1 епізод    |
| 2009      | Проблиски майбутнього                   | Деббі            | 6 епізодів  |
| 2010      | Морська поліція: Лос-Анджелес           | Жінка            | 1 епізод    |
| 2007      | Бруд                                    | Жінка            | 2 епізоди   |
| 2012      | Спартак: Помста                         | Невія            | 10 епізодів |
| 2013      | Спартак: Війна проклятих                | Невія            | 10 епізодів |
| 2013      | Щоденники вампіра                       | Ая               | 2 епізоди   |
| 2013      | Кінг і Максвелл                         | Меган Ейнслі     | Пілот       |
| 2013      | Джоді Аріас: Маленький брудний секрет   | Леслі            | Телефільм   |
| 2013      | Стартрек: Відплата                      | Жінка            |             |
| 2013—2017 | Стріла                                  | Аманда Воллер    | 17 епізодів |
| 2015      | Сходження Техасу                        | Емілі Вест       |             |
| 2016      | Аудитор                                 | Мерібет Медіна   |             |
| 2024      | Володар перснів: Персні влади (2 сезон) | Мірель           |             |
| 2025      | Аудитор 2                               | Мерібет Медіна   |             |